# Jeff Conaway
Jeffrey Charles William Michael "Jeff" Conaway, född 5 oktober 1950 i New York City i New York, död 27 maj 2011 i Encino i Kalifornien, var en amerikansk skådespelare.
Conaway var främst känd för sitt framträdande som figuren Kenickie Murdoch i musikalfilmen Grease från 1978. Jeff Conaway var med i TV-programmet Celebrity Rehab på MTV, där han försökte bli av med sitt drogberoende.
Den 11 maj hittades han medvetslös i sitt hem, vilket till en början troddes vara en effekt av en överdos. Senare analyser kom att visa att Jeff Conaway led av sepsis som spritts i hela kroppen i följderna av en lunginflammation. Den 60-åriga skådespelaren befann sig under drygt två veckor i koma, och hade flera hjärnkomplikationer, innan han den 27 maj 2011 avled på Encino-Tarzana Regional Medical Center i Encino i Kalifornien.

## Filmografi
- Jennifer on My Mind (1971)
- Örnen har landat (1976)
- Delta County, U.S.A. (1977) (TV)
- I Never Promised You a Rose Garden (1977)
- Peter och draken Elliott (1977)
- Grease (1978)
- Taxi (1978) (TV-serie)
- Breaking Up Is Hard to Do (1979) (TV)
- For the Love of It (1980) (TV)
- Nashville Grab (1981) (TV)
- Making of a Male Model (1983) (TV)
- Wizards and Warriors (1983) (TV-serie)
- Covergirl (1984)
- The Ghost Writer (1984) (TV)
- Berrenger's (1985) (TV-serie) (1985)
- The Patriot (1986)
- Bay Coven (1987) (TV)
- The Dirty Dozen: The Fatal Mission (1988) (TV)
- Elvira, Mistress of the Dark (1988)
- Tale of Two Sisters (1989)
- Ghost Writer (1989) (TV)
- The Banker (1989)
- The Bold and the Beautiful (1989-1990) (TV-serie)
- The Sleeping Car (1990)
- Total Exposure (1991)
- A Time to Die (1991)
- The Image Workshop (1991) (TV-serie)
- Sunset Strip (1992)
- Bikini Summer II (1992)
- Mirror Images (1992)
- Almost Pregnant (1992)
- L.A. Goddess (1993)
- It's Showtime (1993)
- Alien Intruder (1993)
- In a Moment of Passion (1993)
- The Devil's Pet (1994)
- 2002: The Rape of Eden (1994)
- Babylon 5 (1994) (TV-serie)
- The Last Embrace (1997)
- Shadow of Doubt (1998)
- Babylon 5: Thirdspace (1998) (TV)
- Babylon 5: The River of Souls (1998) (TV)
- Babylon 5: A Call to Arms (1999) (TV)
- Jawbreaker (1999)
- Dating Service (2001)
- Do You Wanna Know a Secret? (2001)
- Y.M.I. (2002)
- The Biz (2002)
- Curse of the Forty-Niner (2003)
- Pan Dulce (2004)
- The Corner Office (2004)
- Wrestling (2005)
- Living the Dream (2005)